# Alejandra Gulla
Alejandra Gulla, född den 4 juli 1977 i Lincoln, Argentina, är en argentinsk landhockeyspelare.
Hon tog OS-brons i damernas landhockeyturnering i samband med de olympiska landhockeytävlingarna 2004 i Aten.
Hon tog OS-brons igen i damernas landhockeyturnering i samband med de olympiska landhockeytävlingarna 2008 i Peking.